# Pretties for You
Pretties for You ist das Debütalbum der Band Alice Cooper. Es wurde von der Band produziert und im August 1969 als eines der ersten Alben auf Frank Zappas neu gegründetem Label Straight Records veröffentlicht.
Das Album war in den Charts nicht erfolgreich und erreichte lediglich in den USA Platz 193 der Charts. Als Single wurde Reflected veröffentlicht. Das Lied erreichte keine Platzierung in den Charts.
Das Album wurde bei AllMusic mit 3,5/5 Sternen bewertet. Für Stephen Thomas Erlewine spiegelte das Album nicht den legendären und übersteigerten Hard Rock wider, für den die Band später gerühmt wurde. Pretties for You sei dennoch ein ernsthaftes Album. Lester Bangs vom Rolling Stone bezeichnete das Album trotz der selbstverschuldeten Einschränkungen der Band als anhörbar. Er vermisst Spontaneität, Wut, echte Leidenschaft und Überzeugung. Daher sei das Album für ihn überflüssig.
Das Albumcover zeigt den Ausschnitt eines Kunstwerks, das in Frank Zappas Wohnzimmer hing.

## Titelliste
Alle Lieder wurden von Alice Cooper, Glen Buxton, Michael Bruce, Dennis Dunaway und Neal Smith geschrieben.
1. Titanic Overture – 1:12
2. 10 Minutes Before the Worm – 1:39
3. Sing Low, Sweet Cheerio – 5:42
4. Today Mueller – 1:48
5. Living – 3:12
6. Fields of Regret – 5:44
7. No Longer Umpire – 2:02
8. Levity Ball – 4:39
9. B.B. on Mars – 1:17
10. Reflected – 3:17
11. Apple Bush – 3:08
12. Earwigs to Eternity – 1:19
13. Changing Arranging – 3:03